# Fresnoy-en-Thelle
Fresnoy-en-Thelle település Franciaországban, Oise megyében. Lakosainak száma 874 fő (2022. január 1.). Fresnoy-en-Thelle Belle-Église, Chambly, Le Mesnil-en-Thelle, Morangles, Neuilly-en-Thelle, Puiseux-le-Hauberger és Bornel községekkel határos.

## Népesség
A település népességének változása:
| Lakosok száma | 943  | 942  | 954  | 915  | 901  | 893  | 885  | 877  | 874  |
|               | 2013 | 2015 | 2016 | 2017 | 2018 | 2019 | 2020 | 2021 | 2022 |